# Parafia Przemienienia Pańskiego w Zuzeli

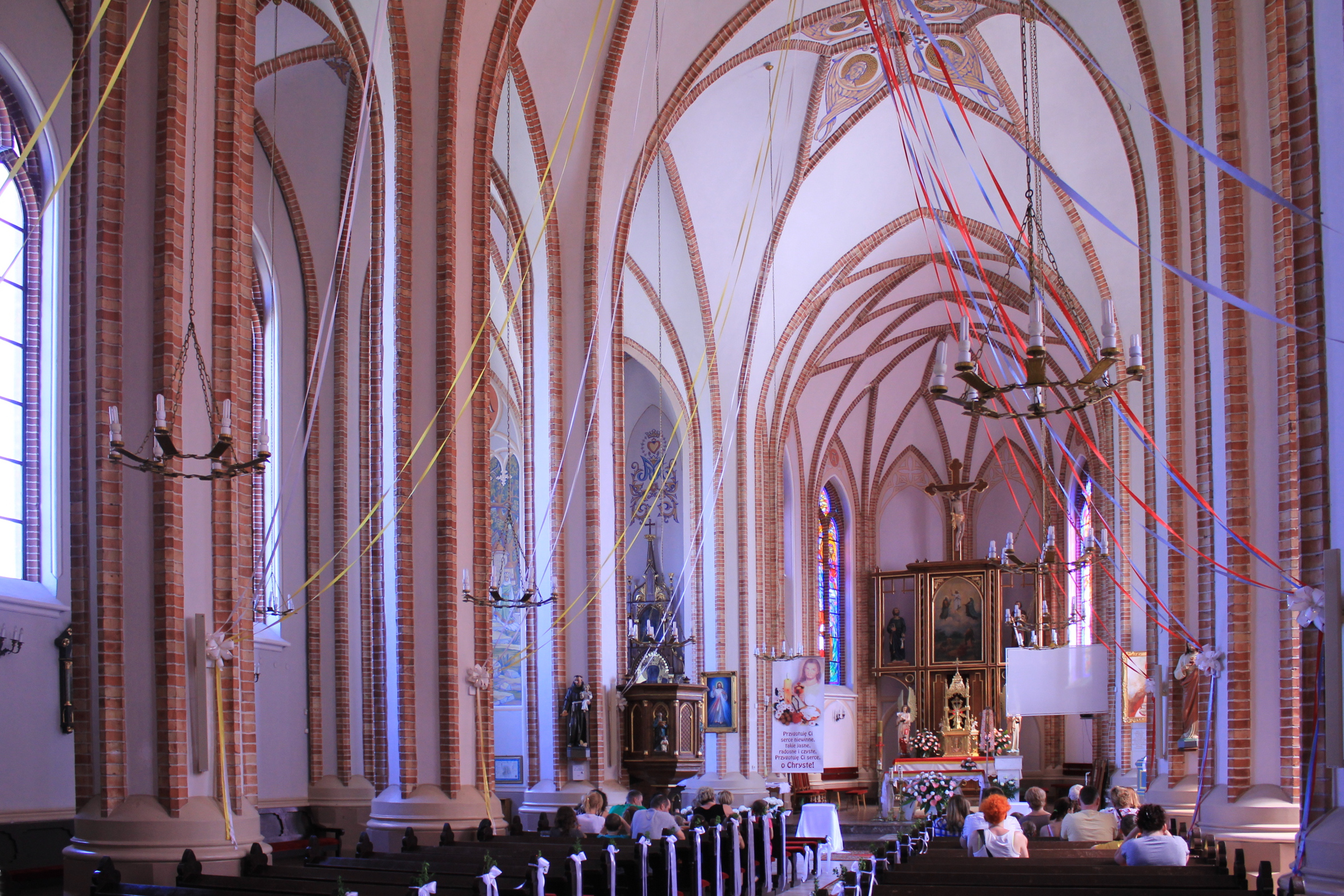
Wnętrze kościoła

Parafia pw. Przemienienia Pańskiego w Zuzeli – rzymskokatolicka parafia należąca do dekanatu Czyżew, diecezji łomżyńskiej, metropolii białostockiej. Siedziba parafii mieści się w Zuzeli.
To właśnie tutaj został ochrzczony kardynał prezbiter prymas Polski Stefan Wyszyński.

## Obszar parafii
W granicach parafii znajdują się miejscowości:

- Zuzela,
- Gąsiorowo /część/,
- Godlewo-Mierniki,
- Godlewo-Milewek,
- Godlewo-Warsze,
- Godlewo Wielkie,
- Kałęczyn,
- Opatowina,
- Podgórze-Gazdy,
- Pętkowo Wielkie,
- Pułazie,
- Smolewo-Parcele,
- Smolewo-Wieś,
- Zakrzewo-Kopijki,
- Zakrzewo-Słomy,
- Zakrzewo Wielkie,
- Zgleczewo Panieńskie
- Zgleczewo Szlacheckie